# 肝臟和洋蔥
肝和洋蔥是一道西式菜肴，包括肝片，通常是豬肝，牛肝或羊肝（一般於英國）和洋蔥。通常將肝臟和洋蔥一起炸或一起煮，但有時可以分開炸，然後混合在一起。肝臟通常被切成薄片，但也可以切成丁。